# Михалевич Людмила Василівна
Михалевич Людмила Василівна (1936—2023) — радянський і український режисер-документаліст, сценарист.

## Життєпис
Народилася 27 листопада 1936 року.
Закінчила філологічний факультет Київського державного університету ім. Т. Г. Шевченка (1959) та Вищі режисерські курси (1963) в Москві.
З 1962 р. — режисер студії «Київнаукфільм».
Член Національної Спілки кінематографістів України.
Померла 20 березня 2023 року.

## Фільмографія
Створила стрічки:
- «Рукокрилі» (1965. Премія Міністерства освіти СРСР і кінофестивалю навчальних фільмів, Москва)
- «Жовтенята — дружні хлоп'ята» (1966)
- «Вторгнення в клітину» (1967)
- «Пасовиська Закарпаття» (1968)
- «Відкриття землі Сіверської» (1969)
- «Надзбручанські секрети» (1969)
- «На початку шляху» (1970)
- «Чуття єдиної родини» (1973)
- «По той бік добра» (1974)
- «Гігієна розумової праці» (1975)
- «Пам'ятай — сліпоті можна запобігти» (1975)
- «Вони втекли зі свого дому» (1976)
- «Серце віддаю дітям» (1977, Другий приз XI Всесоюзного кінофестивалю, Єреван, 1978)
- «Система Макаренка» (1978)
- «Георгій Майборода» (1982, авт. сцен.)
- «Світанок відродження над Карпатами. Фільм 64» в документальному циклі «Невідома Україна. Нариси нашої історії» (1993, автор сценар.)
- «Врубель у Києві» (2004)
- «Світло Раїси Недашківської» (телерадіокомпанія «Глас», 2010)
- «Космос Миколи Мащенка» (2013; Мистецька премія «Київ» імені Івана Миколайчука у галузі кіномистецтва[2]) та ін.